# Spanje op het Europees kampioenschap voetbal 2008
Spanje is een van de deelnemende landen op het Europees kampioenschap voetbal 2008 in Zwitserland en Oostenrijk. Het was de negende deelname voor het land. Op het vorige EK in Portugal (in 2004) werd Spanje al in de groepsfase uitgeschakeld.

## Kwalificatie
Spanje was een van de 52 leden van de UEFA die zich inschreef voor de kwalificatie voor het EK 2008. Twee van die leden, Zwitserland en Oostenrijk, waren als organiserende landen automatisch geplaatst. Spanje werd ingedeeld in groep F, samen met Zweden (uit pot 1), Noord-Ierland (uit pot 6), Denemarken (uit pot 3), Letland (uit pot 4), IJsland (uit pot 5) en Liechtenstein (uit pot 7). De nummers 1 en 2 uit elke poule kwalificeerde zich direct voor het Europees Kampioenschap.
Spanje kwalificeerde zich voor het EK door als eerste in groep F te eindigen. Spanje leed puntverlies tegen Noord-Ierland (3-2 verlies), tegen Zweden (2-0 verlies) en speelde tegen IJsland gelijk (1-1). De rest van de wedstrijden werden alle gewonnen.

### Kwalificatieduels
2 september 2006
| Spanje | 4 - 0 | Liechtenstein |  |

6 september 2006
| Noord-Ierland | 3 - 2 | Spanje |  |

7 oktober 2006
| Zweden | 2 - 0 | Spanje |  |

24 maart 2007
| Spanje | 2 - 1 | Denemarken |  |

28 maart 2007
| Spanje | 1 - 0 | IJsland |  |

2 juni 2007
| Letland | 0 - 2 | Spanje |  |

6 juni 2007
| Liechtenstein | 0 - 2 | Spanje |  |

8 september 2007
| IJsland | 1 - 1 | Spanje |  |

12 september 2007
| Spanje | 2 - 0 | Letland |  |

13 oktober 2007
| Denemarken | 1 - 3 | Spanje |  |

17 november 2007
| Spanje | 3 - 0 | Zweden |  |

21 november 2007
| Spanje | 1 - 0 | Noord-Ierland |  |

### Eindstand Groep F
| Land          | Wed | Win | Gel | Ver | DV | DT | +/− | Pnt |
| ------------- | --- | --- | --- | --- | -- | -- | --- | --- |
| Spanje        | 12  | 9   | 1   | 2   | 23 | 8  | 15  | 28  |
| Zweden        | 12  | 8   | 2   | 2   | 23 | 9  | 14  | 26  |
| Noord-Ierland | 12  | 7   | 2   | 4   | 17 | 14 | 3   | 20  |
| Denemarken    | 12  | 6   | 2   | 4   | 21 | 11 | 10  | 20  |
| Letland       | 12  | 4   | 0   | 8   | 15 | 17 | −2  | 12  |
| IJsland       | 12  | 2   | 2   | 8   | 10 | 27 | −17 | 8   |
| Liechtenstein | 12  | 2   | 1   | 9   | 9  | 32 | −23 | 7   |

## Wedstrijden op het Europees kampioenschap
Spanje werd bij de loting op 2 december 2007 ingedeeld in groep D. In deze groep speelt Spanje tegen Griekenland (uit pot 1), oude bekende Zweden (uit pot 2) en Rusland (uit pot 4) toegevoegd.

### Groep D
| Land        | Wed | Win | Gel | Ver | DV | DT | +/− | Pnt |
| ----------- | --- | --- | --- | --- | -- | -- | --- | --- |
| Spanje      | 3   | 3   | 0   | 0   | 8  | 3  | +5  | 9   |
| Rusland     | 3   | 2   | 0   | 1   | 4  | 4  | +0  | 6   |
| Zweden      | 3   | 1   | 0   | 2   | 3  | 4  | -1  | 3   |
| Griekenland | 3   | 0   | 0   | 3   | 1  | 6  | -5  | 0   |

#### Wedstrijden
|              |                                                                         |                  |                          |                                                     |
| 10 juni 2008 | Spanje                                                                  | 4 - 1            | Rusland                  | Tivoli Neu, Innsbruck Scheidsrechter: Konrad Plautz |
| 10 juni 2008 | David Villa 20' David Villa 44' David Villa 75' Francesc Fàbregas 90+1' | wedstrijdverslag | 86' Roman Pavljoetsjenko | Tivoli Neu, Innsbruck Scheidsrechter: Konrad Plautz |

|              |                        |                  |                                       |                                                   |
| 14 juni 2008 | Zweden                 | 1 - 2            | Spanje                                | Tivoli Neu, Innsbruck Scheidsrechter: Pieter Vink |
| 14 juni 2008 | Zlatan Ibrahimović 34' | wedstrijdverslag | 15' Fernando Torres 90+2' David Villa | Tivoli Neu, Innsbruck Scheidsrechter: Pieter Vink |

|              |                  |       |        |                           |
| 18 juni 2008 | Griekenland      | 1 - 2 | Spanje | Wals-Siezenheim, Salzburg |
| 18 juni 2008 | wedstrijdverslag |       |        | Wals-Siezenheim, Salzburg |

### Knock-outfase

##### Kwartfinale
|                    |                  |                 |        |                                                                                |
| 22 juni 2008 20:45 | Spanje           | 0 - 0 (P 4 - 2) | Italië | Ernst Happelstadion, Wenen Toeschouwers: 48.000 Scheidsrechter: Herbert Fandel |
| 22 juni 2008 20:45 | wedstrijdverslag |                 |        | Ernst Happelstadion, Wenen Toeschouwers: 48.000 Scheidsrechter: Herbert Fandel |

##### Halve finale
|                    |         |                  |                                     |                                                               |
| 26 juni 2008 20:45 | Rusland | 0 - 3            | Spanje                              | Ernst Happelstadion, Wenen Scheidsrechter: Frank De Bleeckere |
| 26 juni 2008 20:45 |         | wedstrijdverslag | 50' Xavi 73' Daniel Güiza 82' Silva | Ernst Happelstadion, Wenen Scheidsrechter: Frank De Bleeckere |

#### Finale
Spanje wist het kampioenschap te winnen door een doelpunt van Fernando Torres dat viel in de 33ste minuut.
|                        |           |                    |                     |                                                                                 |
| 29 juni 2008 20:45 uur | Duitsland | 0 – 1              | Spanje              | Ernst Happelstadion, Wenen Toeschouwers: 51.000 Scheidsrechter: Roberto Rosetti |
| 29 juni 2008 20:45 uur |           | (wedstrijdverslag) | 33' Fernando Torres | Ernst Happelstadion, Wenen Toeschouwers: 51.000 Scheidsrechter: Roberto Rosetti |

| Europees kampioen 2008 |
| ---------------------- |
| SPANJE 2e titel        |

## Selectie
| Bondscoach | Luis Aragonés |

| No. | Naam                  | Club             | Positie      | W |   |   | D | A |   |   |   |
| --- | --------------------- | ---------------- | ------------ | - | - | - | - | - | - | - | - |
| 1.  | Iker Casillas         | Real Madrid      | Doelman      | 5 | 0 | 0 | 0 | 0 | 1 | 0 | 0 |
| 2.  | Raúl Albiol           | Valencia CF      | Verdediger   | 2 | 1 | 0 | 0 | 0 | 0 | 0 | 0 |
| 3.  | Fernando Navarro      | Real Mallorca    | Verdediger   | 1 | 0 | 0 | 0 | 0 | 0 | 0 | 0 |
| 4.  | Carlos Marchena       | Valencia CF      | Verdediger   | 5 | 0 | 0 | 0 | 0 | 1 | 0 | 0 |
| 5.  | Carles Puyol          | FC Barcelona     | Verdediger   | 5 | 0 | 1 | 0 | 0 | 0 | 0 | 0 |
| 6.  | Andrés Iniesta        | FC Barcelona     | Middenvelder | 6 | 0 | 4 | 0 | 0 | 1 | 0 | 0 |
| 7.  | David Villa           | Valencia CF      | Aanvaller    | 4 | 0 | 1 | 4 | 0 | 1 | 0 | 0 |
| 8.  | Xavi                  | FC Barcelona     | Middenvelder | 5 | 0 | 3 | 1 | 0 | 0 | 0 | 0 |
| 9.  | Fernando Torres       | Liverpool FC     | Aanvaller    | 5 | 0 | 4 | 2 | 0 | 1 | 0 | 0 |
| 10. | Francesc Fàbregas     | Arsenal FC       | Middenvelder | 6 | 4 | 1 | 1 | 0 | 0 | 0 | 0 |
| 11. | Joan Capdevila        | Villarreal CF    | Verdediger   | 5 | 0 | 0 | 0 | 0 | 0 | 0 | 0 |
| 12. | Santiago Cazorla      | Villarreal CF \| | Middenvelder | 5 | 5 | 0 | 0 | 0 | 1 | 0 | 0 |
| 13. | Andrés Palop          | Sevilla FC       | Doelman      | 0 | 0 | 0 | 0 | 0 | 0 | 0 | 0 |
| 14. | Xabi Alonso           | Liverpool FC     | Middenvelder | 4 | 3 | 0 | 0 | 0 | 0 | 0 | 0 |
| 15. | Sergio Ramos          | Real Madrid      | Verdediger   | 5 | 0 | 0 | 0 | 0 | 0 | 0 | 0 |
| 16. | Sergio García         | Real Zaragoza    | Verdediger   | 1 | 0 | 0 | 0 | 0 | 0 | 0 | 0 |
| 17. | Daniel González Güiza | Real Mallorca    | Aanvaller    | 4 | 3 | 0 | 2 | 0 | 1 | 0 | 0 |
| 18. | Álvaro Arbeloa        | Liverpool FC     | Verdediger   | 1 | 0 | 0 | 0 | 0 | 1 | 0 | 0 |
| 19. | Marcos Senna          | Villarreal CF    | Middenvelder | 5 | 0 | 0 | 0 | 0 | 0 | 0 | 0 |
| 20. | Juanito               | Real Betis       | Verdediger   | 1 | 0 | 0 | 0 | 0 | 0 | 0 | 0 |
| 21. | David Silva           | Valencia CF      | Middenvelder | 5 | 0 | 2 | 1 | 0 | 0 | 0 | 0 |
| 22. | Rubén De la Red       | Getafe CF        | Middenvelder | 1 | 0 | 0 | 1 | 0 | 0 | 0 | 0 |
| 23. | José Manuel Reina     | Liverpool FC     | Doelman      | 1 | 0 | 0 | 0 | 0 | 0 | 0 | 0 |
| No. | Naam                  | Club             | Positie      | W |   |   | D | A |   |   |   |

| W | Wedstrijden        |
|   | Invalbeurten       |
|   | Gewisseld          |
| D | Doelpunten         |
| A | Assists/Voorzetten |
|   | Gele kaarten       |
|   | 2 × geel = rood    |
|   | Rode kaarten       |

Groep A:  Zwitserland ·  Tsjechië ·  Portugal ·  Turkije
Groep B:  Oostenrijk ·  Kroatië ·  Duitsland ·  Polen
Groep C:  Roemenië ·  Frankrijk ·  Nederland ·  Italië
Groep D:  Spanje ·  Rusland ·  Griekenland ·  Zweden
RFEF · A-internationals · Selecties · Bondscoaches · Spaans vrouwenelftal · Olympisch elftal · Spanje U21 · Spanje U20 · Spanje U19 · Spanje U18 · Spanje U17 · Spanje U16 · Vrouwen U17
1920 – 1929 ·
1930 – 1939 ·
1940 – 1949 ·
1950 – 1959 ·
1960 – 1969 ·
1970 – 1979 ·
1980 – 1989 ·
1990 – 1999 ·
2000 – 2009 ·
2010 – 2019 ·
2020 − 2029
EK's: 1964 · 
1980 · 
1984 · 
1988 · 
1996 · 
2000 · 
2004 · 
2008 · 
2012 · 
2016 · 
2020 · 
2024
WK's: 1934 · 
1950 · 
1962 · 
1966 · 
1978 · 
1982 · 
1986 · 
1990 · 
1994 · 
1998 · 
2002 · 
2006 · 
2010 · 
2014 · 
2018 · 
2022
OS: 1920 ·
1924 · 
1928 · 
1968 · 
1976 · 
1980 · 
1992 · 
1996 · 
2000 · 
2012 ·
2020
1920 · 
1921 · 
1922 · 
1923 · 
1924 · 
1925 · 
1926 · 
1927 · 
1928 · 
1929 · 
1930 · 
1931 · 
1932 · 
1933 · 
1934 · 
1935 · 
1936 · 
1937 · 1939 · 1940 · 
1941 · 
1942 · 
1943 · 1944 · 
1945 · 
1946 · 
1947 · 
1948 · 
1949 · 
1950 · 
1952 · 
1952 · 
1953 · 
1954 · 
1955 · 
1956 · 
1957 · 
1958 · 
1959 · 
1960 · 
1961 · 
1962 · 
1963 · 
1964 · 
1965 · 
1966 · 
1967 · 
1968 · 
1969 · 
1970 · 
1971 · 
1972 · 
1973 · 
1974 · 
1975 · 
1976 · 
1977 · 
1978 · 
1979 · 
1980 · 
1981 · 
1982 · 
1983 · 
1984 · 
1985 · 
1986 · 
1987 · 
1988 · 
1989 · 
1990 · 
1991 · 
1992 · 
1993 · 
1994 · 
1995 · 
1996 · 
1997 · 
1998 · 
1999 · 
2000 · 
2001 · 
2002 · 
2003 · 
2004 · 
2005 · 
2006 · 
2007 · 
2008 · 
2009 · 
2010 · 
2011 · 
2012 · 
2013 ·
2014 ·
2015 ·
2016 ·
2017 ·
2018 ·
2019 ·
2020 ·
2021 ·
2022
Albanië ·
Algerije ·
Andorra ·
Argentinië ·
Armenië ·
Australië ·
Azerbeidzjan ·
België ·
Bolivia ·
Bosnië en Herzegovina ·
Brazilië ·
Bulgarije ·
Canada ·
Chili ·
China ·
Colombia ·
Costa Rica ·
Cyprus ·
DDR ·
Denemarken ·
Duitsland ·
Ecuador ·
Egypte ·
El Salvador ·
Engeland ·
Estland ·
Equatoriaal-Guinea · 
Faeröer ·
Finland ·
Frankrijk ·
GOS ·
Georgië ·
Griekenland ·
Haïti ·
Honduras ·
Hongarije ·
Ierland ·
IJsland ·
Irak ·
Iran ·
Israël ·
Italië ·
Ivoorkust ·
Japan ·
Joegoslavië ·
Jordanië ·
Kosovo ·
Kroatië ·
Letland ·
Liechtenstein ·
Litouwen ·
Luxemburg ·
Malta ·
Marokko ·
Mexico ·
Nederland ·
Nieuw-Zeeland ·
Nigeria ·
Noord-Ierland ·
Noord-Macedonië ·
Noorwegen ·
Oekraïne ·
Oostenrijk ·
Panama ·
Paraguay ·
Peru ·
Polen ·
Portugal ·
Puerto Rico ·
Roemenië ·
Rusland ·
San Marino ·
Saoedi-Arabië ·
Schotland ·
Servië ·
Servië en Montenegro ·
Slovenië ·
Slowakije ·
Sovjet-Unie ·
Tahiti ·
Tsjechië ·
Tsjecho-Slowakije ·
Tunesië ·
Turkije ·
Uruguay ·
Venezuela ·
Verenigde Staten ·
Wales ·
Wit-Rusland ·
Zuid-Afrika ·
Zuid-Korea ·
Zweden ·
Zwitserland
Australië (2014) ·
Brazilië (2013) ·
Chili (2010) ·
Chili (2014) ·
Costa Rica (2022) ·
Duitsland (2008) ·
Duitsland (2022) ·
Engeland (1982) ·
Engeland (2024) ·
Frankrijk (1984) ·
Frankrijk (2006) ·
Frankrijk (2012) ·
Frankrijk (2021) ·
Griekenland (2008) ·
Honduras (2010) ·
Ierland (2012) ·
Iran (2018) ·
Italië (2008) ·
Italië (2012, 1) ·
Italië (2012, 2) ·
Italië (2016) ·
Italië (2021) ·
Japan (2022) ·
Kroatië (2012) ·
Kroatië (2021) ·
Marokko (2018) ·
Marokko (2022) ·
Nederland (2010) ·
Nederland (2014) ·
Oekraïne (2006) ·
Paraguay (2002) ·
Polen (2021) ·
Portugal (2012) ·
Portugal (2018) ·
Rusland (2008, 1) ·
Rusland (2008, 2) ·
Rusland (2018) ·
Saoedi-Arabië (2006) ·
Slovenië (2002) ·
Slowakije (2021) ·
Sovjet-Unie (1964) ·
Tsjechië (2016) ·
Tunesië (2006) ·
Turkije (2016) ·
West-Duitsland (1982) ·
Zuid-Afrika (2002) ·
Zweden (2008) ·
Zweden (2021) ·
Zwitserland (2010) ·
Zwitserland (2021)